# RD-0216
Ne doit pas être confondu avec RD-216.
Les RD-0216 et RD-0217 sont des moteurs-fusées à ergols liquides, brûlant du N2O4 et du UDMH selon le cycle à combustion étagée riche en oxydant,. La seule différence entre le RD-0216 et le RD-0217 est que ce dernier ne possède pas d'échangeur de chaleur pour réchauffer les gaz de pressurisation des réservoirs. Trois RD-0216 et un RD-0217 étaient utilisés sur le premier étage du missile balistique intercontinental UR-100. Ces moteurs furent fabriqués jusqu'en 1974 et restèrent en service jusqu'en 1991. Plus de 1 100 moteurs furent produits.
Pour le missile UR-100N, la propulsion du premier étage était basée sur le moteur RD-0233 plus puissant. Le deuxième étage utilisait une variante du RD-0217 appelée RD-0235 (indice GRAU 15D113). Il utilisait une extension de tuyère optimisée pour le vide, qui procurait un supplément d'impulsion spécifique de 10 s et 21 kN de poussée supplémentaire. Il avait une tuyère fixe et reposait sur le moteur vernier RD-0236 pour orienter la poussée. Tandis que le moteur n'est plus en production depuis longtemps, le missile UR-100NU et les fusées dérivées Rokot et Strela sont encore en service (en 2015).